# Клер
Клер је један од назива за свештенство. Углавном се користи у Римокатоличкој цркви, док је у Православној одговарајући термин „клир“. Од ове речи изведен је и појам клерикализам.

## Етимологија
Реч „клер” потиче од црквене латинске речи clericus, за оне који припадају свештеничкој класи. Извор латинске речи је црквено грчка реч klerikos (κληρικός), што значи припадати наследству, у контексту чињенице да левитски свештеници Старог завета нису имали наследство осим Господа. Енглеска реч clergy је проистекла од старофранцуских речи, clergié и clergie, које се односе на оне који уче, a one потичу из средњовековне латинске речи clericatus, и од касно латинске речи clericus (иста речи од које потиче реч клерик). Реч clerk, која је некада означавала манастирског заређеника, такође потиче од clericus. У средњем веку читање и писање били су готово искључиво домен свештеничке класе, и то је разлог за блиску везу тих речи. У оквиру хришћанства, посебно у источном хришћанству и раније у западном римокатоличанству, термин cleric се односио се на било коју заређену особу, укључујући ђаконе, свештенике и бискупе. У латинском римокатоличанству, тонзура је била предуслов за примање било кога у ниже или више свештенство. Та пракса је напуштена након Другог ватиканског сабора. Сада је свештеничка држава везана за пријем дијаконата. Мањи редови су даље присутни у источним католичким црквама, а они који се приме те редове су нижи клерици.

## Будизам
Будистичко свештенство се често назива Санга и састоји се од различитих редова мушких и женских монаха (који су се оригинално звали бикшус и бикшунис). Ова разноликост монашких редова и стилова првобитно је била једна заједница коју је основао Сидарта Гаутама током 5. века пре нове ере, живећи према заједничком скупу правила (званом Винаја). Према светим записима, ови монаси и монахиње су у време Буде живели строго медитативним животом, живећи као лутајући просјаци током девет месеци у години и остајући у повлачењу током кишне сезоне (мада је такво уједињено стање предсекташког будизма оспоравају неки учењаци). Међутим, како се будизам временом географски проширио - сусрећући се са различитим културама, реагујући на нова друштвена, политичка и физичка окружења - овај јединствени облик будистичког монаштва се диверзификовао. Интеракција између будизма и тибетанског Бона довела је до јединственог тибетанског будизма, у оквиру којег су настајале различите секте, засноване на одређеним линијама наставника и ученика. Слично томе, интеракција између индијских будистичких монаха (посебно школе јужне Мадјамике) и кинеских конфуцијанских и таоистичких монаха из периода 200-900 године произвела је својствени чан будизам. Чан се, попут тибетанског стила, даље рашчланио у различите секте засноване на стилу преноса појединих учитеља (један од најпознатијих је стил „брзог просвећења“ Линчија Јихсуана), као и у одговору на посебна политичка дешавања попут побуне Ана Лушана и будистичких прогона цара Вуцунга. На тим редовима, мануелни рад је уведен у праксу у којој су монаси првобитно преживљавали од милостиње; додавани су слојеви одеће тамо где је изворно био довољан један танки огртач; итд. Ова адаптација форме и улоге будистичке монашке праксе настављена је и након преноса у Јапан. На пример, монаси су преузели административне функције за цара у појединим секуларним заједницама (региструјући рођења, бракове, смрти), стварајући тако будистичке „свештенике”. Поново, као одговор на разне историјске покушаје сузбијања будизма (у најближој прошлости током Меиђи периода), пракса целибата је опуштена и јапанским монасима је дозвољено да се венчају. Овај облик је потом пренет у Кореју, током касније јапанске окупације, где данас монаси целибати и нелилибати постоје у истим сектама. (Слични обрасци могу се приметити и на Тибету, где током различитих историјских периода коегзистирају вишеструки облици монаштва, попут „нгагпа” лама, и времена у којима је неженство опуштено). Како су ови различити стилови будистичког монаштва преношени западним културама, настајали су нови облици.

## Хришћанство
Уопште, хришћански клирици се хиротонишу; односно издвојени су за одређену службу у верским обредима. Други који имају одређене улоге у богослужењу, али који нису рукоположени (на пример, лаици који делују као аколити) се генерално не сматрају свештенством, иако им је можда потребна нека врста званичног одобрења за вршење ових служби.
Врсте свештеника разликују се од уреда, чак и када се у њима обично или искључиво налазе свештеници. Римокатолички кардинал, на пример, готово је без изузетка свештеник, али кардинал није врста клерика. Архиепископ није посебна врста клерика, већ је једноставно епископ који заузима одређени положај са посебним ауторитетом. Насупрот томе, млади свештеник у парохији може, али и не мора бити клерик. Различите цркве имају различите системе свештенства, иако цркве са сличним уређењем имају сличне системе.

## Ислам
Ислам, као и јудаизам, нема клер у свештеном смислу; не постоји институција која личи на хришћанско свештенство. Исламске верске вође не „служе као посредници између човечанства и Бога“, имају „процес рукоположења“, нити „сакраменталне функције“. За њих се каже да више личе на рабине, служећи као „узори, учитељи, судије и вође заједнице“, дајући верска правила побожнима о „чак и најмањим и приватним“ стварима.
Титула мула (персијска варијација арапског maula, „господар”), која се на Западу обично преводи као „клерик” и за коју се сматра да је аналогна „свештенику” или „рабину”, назив је адресе за сваку образовану или поштовану особу, чак не нужно (иако често) религиозну. Слично се користи и титула шеик („старешина“).
Већина религиозних титула повезаних са исламом су сколастичке или академске природе: оне признају носиочево примерно знање о теорији и пракси ад-дин (религије) и не дају никакав посебан духовни или свештенички ауторитет. Најопштија таква титула је алим (пл. улема), или „учењак”. Ова реч описује некога ко се бави напредним проучавањем традиционалних исламских наука (улум) на исламском универзитету или медреси. Мишљења научника могу бити драгоцена другима због његовог/њеног знања о верским питањима; али таква мишљења генерално не треба сматрати обавезујућим, непогрешивим или апсолутним, пошто је индивидуални муслиман директно одговоран Богу за своја верска уверења и праксу.
Не постоји свештеничка служба која одговара хришћанском свештенику или јеврејском коену, као што не постоји ни жртвени обред помирења који би се могао упоредити са причешћем или курбаном. Ритуално клање или забиха, укључујући курбан у Курбан-бајраму, може обавити сваки одрасли муслиман који је физички способан и правилно обучен. Професионални месари могу бити упослени, али нису неопходни; у случају курбана, посебно је пожељно да се по могућности закоље сопствена животиња.

## Јудаизам
Рабински јудаизам нема свештенство као такво, иако према Тори постоји племе свештеника познато као Коханим који су били вође религије све до уништења Јерусалимског храма 70. године када је већина садукеја несала; сваки члан племена, Коен је имао свештеничке дужности, од којих су многе биле усредсређене на жртвене дужности, помирење и благослове израелске нације. Данас јеврејски коханими спроводе свој статус по породичној традицији, а и даље дају свештенички благослов током одређених служби у синагоги и обављају обред Пидион хабен (искуп прворођеног сина).
Од времена уништења Јерусалимског храма, верске вође јудаизма су често били рабини, који су технички изучаваоци јеврејског права, овлашћени да делују као судије на рабинском суду. Све врсте јудаизма осим православног јудаизма дозвољавају да се жене, као и мушкарци, рукополажу за рабине и канторе. Руководство јеврејске скупштине је, заправо, у рукама лаика: председник синагоге је њен стварни вођа и сваки одрасли Јеврејин (или одрасли Јеврејин у нетрадиционалним скупштинама) може да води молитвене службе.